# Blonske, Berezivka
Blonske (în ucraineană Блонське) este un sat în comuna Ivanivka din raionul Berezivka, regiunea Odesa, Ucraina.

## Demografie
Componența lingvistică a localității Blonske
     Ucraineană (63,64%)
     Rusă (17,58%)
     Română (6,06%)
     Alte limbi (0,61%)
Conform recensământului din 2001, majoritatea populației localității Blonske era vorbitoare de ucraineană (63,64%), existând în minoritate și vorbitori de rusă (17,58%), găgăuză (12,12%) și română (6,06%).